# Pearl Harbor Naval Shipyard

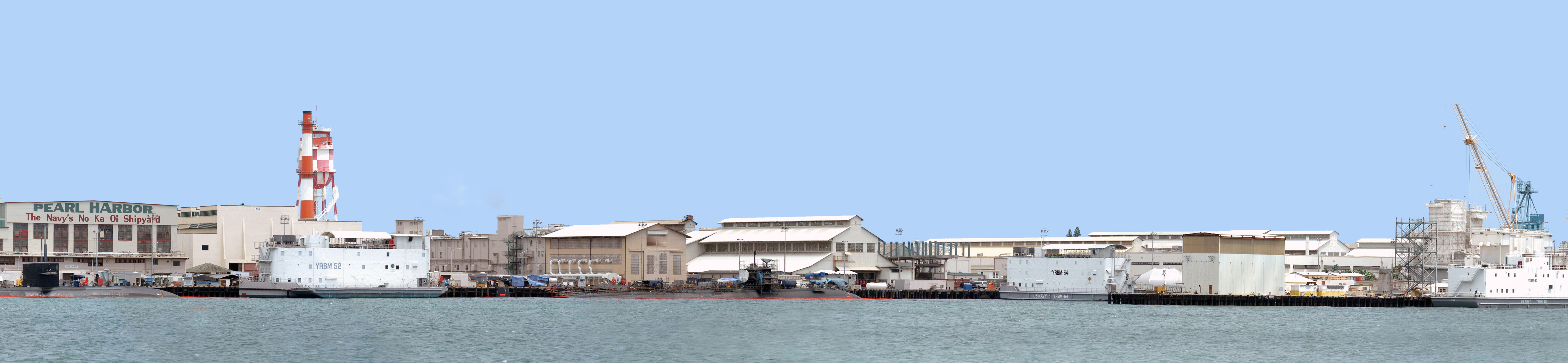
Panorama der Werft von Ford Island aus. Aufnahme aus dem Jahr 2016

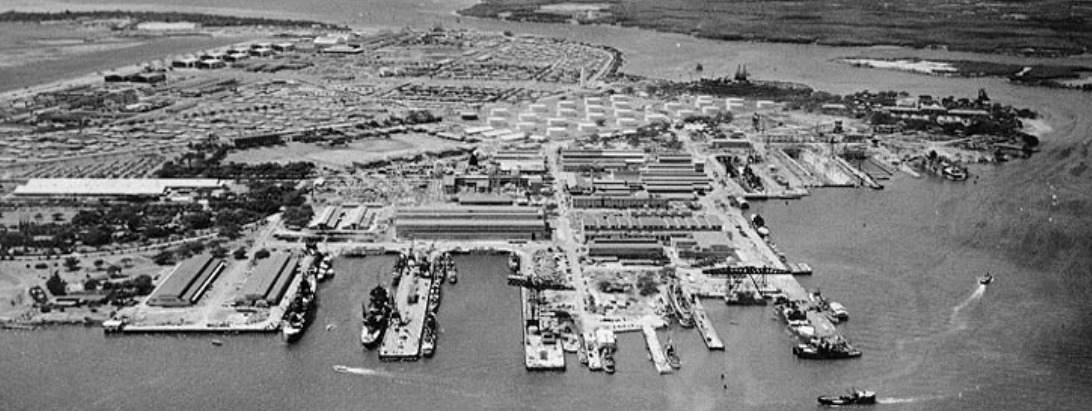
Navy Yard Pearl Harbor, 1941

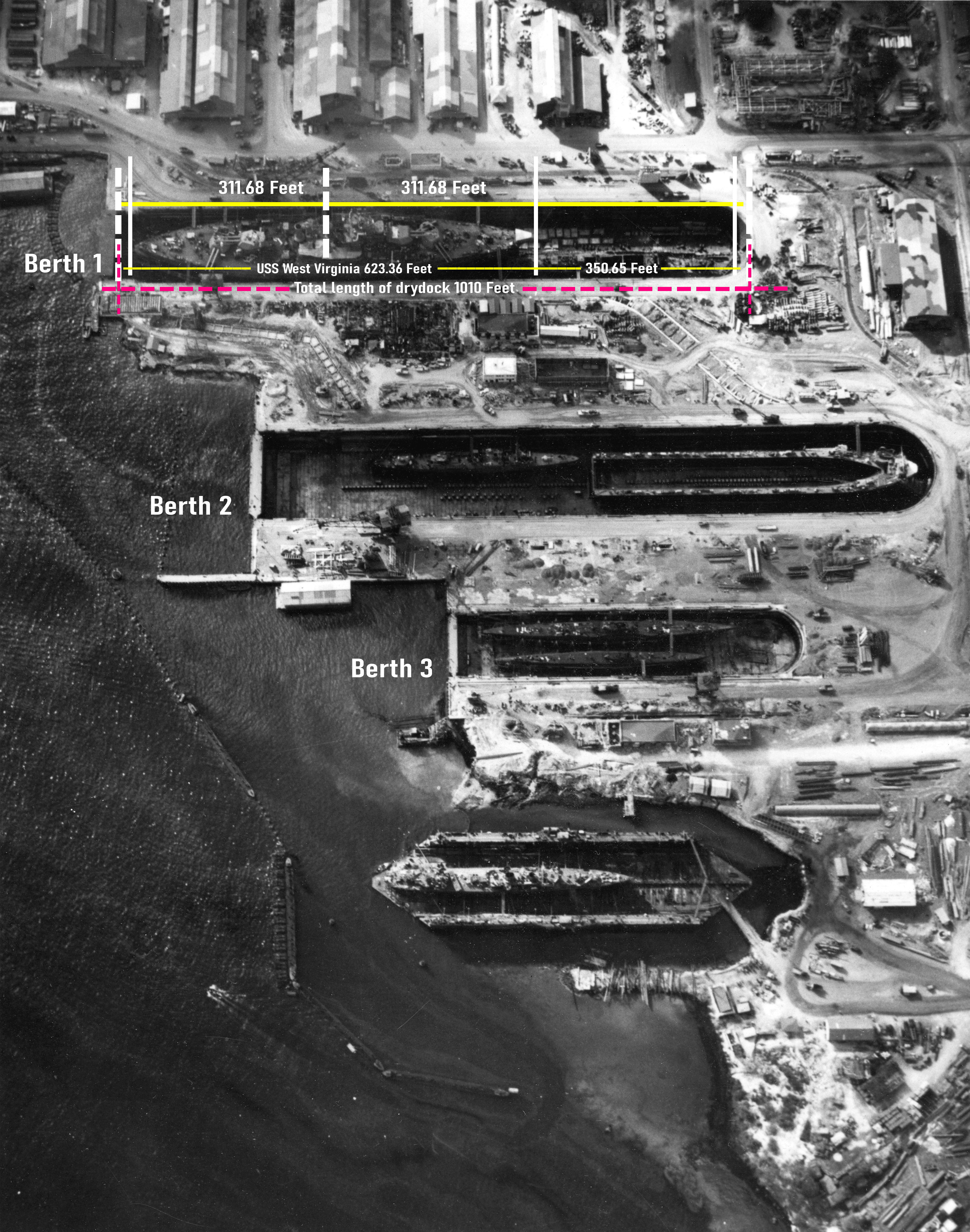
Die Trockendocks des Navy Yard Pearl Harbor, 28. Juli 1942

Der Pearl Harbor Naval Shipyard ist eine Schiffswerft der United States Navy in Pearl Harbor auf Hawaii. Sie liegt am East Loch gegenüber von Ford Island und erstreckt sich auf einer Fläche von rund 1,2 km² an der Südküste von Oʻahu, fünf Meilen westlich von Honolulu.

## Geschichte
Im Dezember 1887 wurde Pearl Harbor als Marinestützpunkt und Kohlebergwerk gegründet. König Kalākaua gewährte den Vereinigten Staaten das ausschließliche Recht, Pearl Harbor als Hafen- und Reparaturbasis zu nutzen. Die Beziehungen zwischen den USA und Hawaii begannen mit dem Reziprozitätsvertrag von 1875, einem Freihandelsabkommen, das vor allem den zollfreien Zuckerexport in die USA sicherstellte.
Die Marinestation existierte seit 1898 in Pearl Harbor und 1908 bewilligte der Kongress 3 Millionen Dollar für den Bau der Werft, die damals Navy Yard Pearl Harbor hieß. Die Werft wuchs rasch und es begannen die Arbeiten am ersten Trockendock, das vor der Eröffnung 1913 einstürzte. Nach dem Wiederaufbau wurde das „Dry Dock Nummer 1“ am 21. August 1919 eingeweiht. Während die Werft die ganzen Jahre nur ein Teil der Marinestation war, wurde sie im Dezember 1941 offiziell eine eigene Einheit, da man militärische und industrielle Operationen trennen wollte.
Beim Angriff auf Pearl Harbor am 7. Dezember 1941 wurde auch die Werft getroffen. In der ersten Angriffswelle wurden nur wenige Torpedos auf die an den Kais der Werft liegenden Schiffe abgeworfen, die den Kreuzer Helena und das Minensuchboot Oglala trafen, die längs des 1010-Docks lagen. Die Oglala kenterte daraufhin, die Helena trug nur leichte Schäden davon. In der zweiten Welle wurde die Werft schwerer getroffen. Ein Ziel des Angriffs war die Pennsylvania, die mit den Zerstörern Cassin und Downes im Trockendock lag. Sowohl das Dock als auch die beiden Zerstörer wurden schwer beschädigt, während die Pennsylvania nur einen Bombentreffer erhielt. Die restlichen Werftanlagen blieben jedoch weitgehend unbeschädigt, so dass dort bereits kurz nach dem Angriff wieder Schiffe repariert werden konnten. Anfang März 1942 waren die Werftanlagen, insbesondere die Trockendocks Ziel der Operation K, einer strategischen Luftattacke von zwei Flugbooten der japanischen Marine. Der Angriff blieb jedoch erfolglos. Kurz danach, Anfang Mai lief die Yorktown ein, die nach einem Einsatz im Korallenmeer repariert werden musste. Allerdings konnten nur die nötigsten Arbeiten erledigt werden, um das Schiff wieder seetüchtig zu machen, das schon am 30. Mai in Richtung Midwayinseln auslief.
Im Jahr 2023 wurde auf Grund der AUKUS-Allianz für den Indopazifik, die Werftanlage umbenannt von „Pearl Harbor Naval Shipyard & Intermediate Maintenance Facility“ in: „Naval Supervising Authority and Lead Maintenance Activity for Submarine Rotational Force - West“.